# Herbert III de Vermandois
Ne doit pas être confondu avec Herbert III d'Omois.
Herbert III de Vermandois, né vers 954, mort entre 29 août 993 et 1002, fut comte de Vermandois de 987 à sa mort. Il était fils d'Albert Ier, comte de Vermandois, et de Gerberge de Lotharingie.

## Biographie
Il succéda au comté de Vermandois en 987, à la mort de son père.
En 990, il fonda avec sa femme Ermengarde, le Chapitre de la Collégiale de Saint-Florent à Roye, sous le titre de Saint Georges pour 25 chanoines.

## Mariage et enfants
Il avait épousé avant 987 Ermengarde. Cette Ermengarde passe pour être la fille du comte Renard de Bar-sur-Seine et elle serait la veuve de Milon IV, comte de Tonnerre.
Herbert et Ermengarde avaient eu :
- Albert II († v. 1016), comte de Vermandois ;
- Otton ou Eudes (° 29 août 979 † 25 mai 1045), comte de Vermandois.